# Marantao
Marantao ist eine philippinische Stadtgemeinde in der Provinz Lanao del Sur. Sie hat 32.974 Einwohner (Zensus 1. August 2015).

## Baranggays
Marantao ist politisch in 34 Baranggays unterteilt:
- Bacayawan
- Cawayan Bacolod
- Bacong
- Camalig Bandara Ingud
- Camalig Bubong
- Camalig (Pob.)
- Inudaran Campong
- Cawayan
- Daanaingud
- Cawayan Kalaw
- Kialdan
- Lumbac Kialdan
- Cawayan Linuk
- Lubo
- Inudaran Lumbac
- Mantapoli
- Matampay
- Maul
- Nataron
- Pagalongan Bacayawan
- Pataimas
- Poona Marantao
- Punud Proper
- Tacub
- Maul Ilian
- Palao
- Banga-Pantar
- Batal-Punud
- Bubong Madanding (Bubong)
- Ilian
- Inudaran Loway
- Maul Lumbaca Ingud
- Poblacion
- Tuca Kialdan